# Ángel Luis Pujante
Ángel-Luis Pujante Álvarez-Castellanos (Murcia, 31 de mayo de 1944) es un filólogo y traductor español, catedrático emérito de Filología Inglesa de la Universidad de Murcia.

## Biografía
Licenciado en Filología Moderna (Inglesa y Alemana) por la Universidad de Barcelona y Doctor en Filología Inglesa por la de Salamanca, amplió estudios en varias universidades y centros de Inglaterra y Estados Unidos. Ha dado conferencias en numerosas universidades españolas, así como en las de Mánchester, Leeds, Hull, Lisboa, Oporto, Coímbra, Nacional Autónoma de México, Pisa, Bucarest, La Plata y Oxford, y en diversas instituciones como el “Globe Theatre” de Londres, la Comisión Europea (Bruselas y Luxemburgo), la Biblioteca Nacional de Montevideo y el Museo del Libro de la Biblioteca Nacional de Buenos Aires. 
Estudioso y traductor de Shakespeare, ha dedicado la mayor parte de su actividad investigadora a la obra de dicho escritor, a su traducción y a su recepción en España y Europa, especialmente a través del proyecto “La presencia de Shakespeare en España en el marco de su recepción europea”, del que fue investigador principal y en el que continúa como colaborador. Ha publicado numerosos artículos, libros y ediciones, tanto en España como en el extranjero. Es autor de El manuscrito shakespeariano de Manuel Herrera Bustamante y de Shakespeare llega a España, y ha coeditado, entre otros, Shakespeare en España: Textos 1764-1916, Four Hundred Years of Shakespeare in Europe, ‘Hamlet’ en España: las cuatro versiones neoclásicas, Shakespeare en España. Bibliografía anotada bilingüe (Premio Nacional a la mejor coedición interuniversitaria 2015), Romeo y Julieta en España: las versiones neoclásicas y Otelo en España: la versión neoclásica y las obras relacionadas (Premio nacional a la mejor coedición interuniversitaria 2021). Es presidente honorario de ESRA (European Shakespeare Research Association). 
Pujante ha venido traduciendo obras dramáticas de Shakespeare desde 1986, la mayor parte de las cuales, acompañadas de amplias introducciones y notas, están publicadas en la colección Austral de Espasa Libros, y todas ellas en sus ediciones del Teatro Selecto y de Teatro Completo de William Shakespeare (Espasa Clásicos). En 1998 obtuvo el Premio Nacional de traducción por su versión castellana de La tempestad. Traduce el pentámetro blanco de Shakespeare en verso libre, no medido, pero de ritmo bastante constante y mesurado, con versos por lo general no superiores a las quince sílabas; y con verso rimado los pasajes rimados. Esto lo diferencia de los otros traductores de las obras de Shakespeare al español: de Valverde y Astrana, porque las vertieron en prosa; de Conejero y el Instituto Shakespeare, porque utilizan versos libres de extensión mucho más variable y, en ocasiones, mucho mayor (incluso más de veinte sílabas por pentámetro).

## Traducciones
De obras de Shakespeare:
- Coriolano, Julio César,  El mercader de Venecia, Otelo, Como gustéis, El rey Lear, Romeo y Julieta, Hamlet, Macbeth, El sueño de una noche de verano , Noche de Reyes, Ricardo II, La tempestad, El cuento de invierno, Troilo y Crésida, Enrique IV, Antonio y Cleopatra, Medida por medida y Ricardo III, en la colección Austral de Espasa.
- Las anteriores, más Mucho ruido por nada y Los dos nobles parientes (con Salvador Oliva), en su edición de Teatro Selecto de Shakespeare, 2 vols. (Espasa Clásicos).
- Todas las anteriores, más Timón de Atenas (con Salvador Oliva),  Los dos caballeros de Verona, Todo bien si acaba bien, Pericles (con Salvador Oliva), Cimbelino, Enrique VI (primera parte) y Enrique VIII (con Salvador Oliva), en su edición de Teatro Completo de Shakespeare, 3 vols. (Espasa Clásicos).

Ediciones especiales:
- Timón de Atenas, ed. bilingüe (Fundación Juan March).
- Macbeth y Hamlet (Ediciones El Zorro Rojo).
- Macbeth, Hamlet, Otelo, El rey Lear, Romeo y Julieta, El mercader de Venecia, Ricardo III, La tempestad, El sueño de una noche de verano y Julio César (Biblioteca Shakespeare-Cervantes. La Nación. Planeta Argentina).

Algunas de sus traducciones de Shakespeare han sido llevadas a los escenarios españoles y mexicanos: Noche de Reyes, Ricardo II, Como gustéis, Hamlet, Otelo, Macbeth, Julio César, El sueño de una noche de verano y El cuento de invierno.
Otras traducciones:
- Elevación cristiana, Karl Pfleger (Editorial Juventud), 1968.
- Una partida de ajedrez, Thomas Middleton (Universidad de Murcia), 1983.
- "La otra cara de la figura" (poemas satíricos breves de John Dryden, Robert Burns, William Blake, S. T. Coleridge, Lord Byron y William Thackeray), El Ateneo, VIII (4.ª época), 1997, págs. 128-129. http://www.saltana.org/1/antg/11.html
- "A su amada pudorosa", Andrew Marvell, Barcarola, nos. 58/59, 1999, págs. 101-106; y Vasos Comunicantes, n.º 16, 2000, págs. 70-73. https://vasoscomunicantes.ace-traductores.org/wp-content/uploads/2019/09/Vasos-16.pdf
- Falstaff. Lo mío es la vida, Harold Bloom (Vaso Roto Ediciones), 2020.
- Cleopatra. Soy fuego y aire, Harold Bloom (Vaso Roto Ediciones), 2020.
- Lear. La gran imagen de la autoridad. Harold Bloom (Vaso Roto Ediciones), 2021.
- Yago. Las estrategias del mal. Harold Bloom (Vaso Roto Ediciones), 2021.
- Macbeth. Un puñal imaginario. Harold Bloom (Vaso Roto Ediciones), 2021.

## Estudios (selección)
- El mundo de John Wyndham, Barcelona, 1972.
- Aspectos psicopedagógicos del aprendizaje de idiomas extranjeros, ed., Salamanca, 1979.
- Realismo y ciencia-ficción en la obra de John Wyndham, Salamanca, 1980.
- Metodología de la enseñanza de idiomas: aspectos y problemas, ed., Salamanca, 1982.
- "Iago: Percepción, opinión y reconocimiento", en Studia Patriciae Shaw Oblata, comps. Santiago González et al., vol. II, Universidad de Oviedo, 1991, pp. 267-274.
- "El Shakespeare de Hans Rothe o el mito de la traducción teatral" (con Dagmar Scheu), Livius, 2, 1992, pp. 253-262.
- Teatro clásico en traducción: texto, representación, recepción (con Keith Gregor, eds.), Murcia, 1996.
- "Double Falsehood and the verbal parallels with Shelton's Don Quixote", Shakespeare Survey 51, 1998, pp. 95-105.
- "Spanish and European Shakespeares: Some considerations", en F. Toda Iglesias et al.(eds.), Actas del XXI Congreso Internacional AEDEAN, Sevilla, Universidad de Sevilla, 1999, pp. 17-33. (Reimpreso en Folio (Holanda), 6, 2, 1999, págs. 17-38.)
- El manuscrito shakespeariano de Manuel Herrera Bustamante, Publ. Sociedad Menéndez Pelayo, Santander, 2001.
- "Translating Shakespeare's songs: the letter and the musical spirit", en P. Fernández & J.M. Bravo (eds.), Pathways of Translation Studies, Valladolid, 2001, pp. 205-216.
- Four Hundred Years of Shakespeare in Europe (con Ton Hoenselaars, eds.), Newark & London, 2003.
- Shakespeare en España: Textos 1764-1916 (con Laura Campillo, eds.). Universidad de Granada y Universidad de Murcia, 2007.
- William Shakespeare. Sonetos escogidos. Las primeras versiones castellanas, ed., Molina (Murcia), 2009.
- "Intellectuals vs. Stars: The case of Novelli’s Shylock", en Multicultural Shakespeare: Translation, Adaptation and Performance, vol. 5 (20), 2009, pp. 9-16.
- ‘Hamlet’ en España: las cuatro versiones neoclásicas (con Keith Gregor, eds.), Universidad de Salamanca y Universidad de Murcia, 2010.
- ‘Macbeth’ en España: las versiones neoclásicas (con Keith Gregor, eds.). Universidad de Murcia. 2011.
- "Nostalgia for the Cervantes-Shakespeare Link: Charles David Ley's Historia de Cardenio", en Quest for Cardenio, eds. David Carnegie & Gary Taylor, Oxford University Press, 2012, 318-328.
- “Shakespeare as Character in Two Works by José Carlos Somoza” (con Noemí Vera), Critical  Survey 25, 1, 2013, 49-58.
- “Using and Abusing Shakespearean Sources’:  Some Facts and Problems”, en Homenaje a Francisco Gutiérrez, coord. Rafael Monroy, Murcia, 2013,  pp. 207-220.
- Shakespeare en España. Bibliografía anotada bilingüe / Shakespeare in Spain: An Annotated Bilingual Bibliography (con Juan Francisco Cerdá, eds.), Universidad de Murcia y Universidad de Granada, 2014.
- “El Troilo y Crésida de Shakespeare. El papel de Tersites y la degradación del mito de Troya”, Boletín de Literatura Comparada (Universidad Nacional de Cuyo), año XLI, 2016, 11-26.
- ‘Romeo y Julieta’ en España: las versiones neoclásicas (con Keith Gregor, eds.), Universidad de Murcia & Universidad Complutense, 2017.
- “The Gondomar First Folio. Lost, Stolen or Invented?”, Critical Survey, Vol. 29 n.º 2, 2017, 43–57.
- "The sense of an ending. Los finales políticos de Richard II, Hamlet y Coriolanus", en VVAA (eds.), Estudios de Filología Inglesa. Homenaje al profesor Rafael Monroy, Murcia, 2017, pp. 533-553.
- Shakespeare llega a España. Ilustración y Romanticismo, Madrid, 2019.
- 'Otelo' en España: la versión neoclásica y las obras relacionadas (con Keith Gregor, eds.), Universidad de Murcia y Universidad Complutense, 2020.
- "Las compilaciones de citas de Shakespeare en español: Velasco y Rojas, Cunillera Gavaldá y el maremágnum de internet", 1611. Revista de Historia de la Traducción, 15 (2021).  www.traduccionliteraria.org/1611/art/pujante2.htm

## Distinciones
● Premio nacional a la mejor traducción por su versión castellana de La Tempestad de Shakespeare. 1998.
● Premio nacional a la mejor coedición interuniversitaria por su Shakespeare en España. Bibliografía anotada bilingüe/ Shakespeare in Spain: An Annotated Bilingual Bibliography (con Juan Francisco Cerdá, eds.). 2015.
● Premio nacional a la mejor coedición interuniversitaria por su 'Otelo' en España: la versión neoclásica y las obras relacionadas (con Keith Gregor, eds.). 2021.
● Presidente honorario de ESRA (European Shakespeare Research Association).
● Huésped de honor de la Ciudad de Buenos Aires. Mayo 2016.